# Shū Fujisawa
Shū Fujisawa (jap. 藤沢 周, Fujisawa Shū; * 10. Januar 1959 in der Präfektur Niigata) ist ein japanischer Schriftsteller.
Fujisawa studierte japanische Literatur an der Hōsei-Universität, wo er ab 2004 auch lehrte. Seit 1996 arbeitet er als Redakteur für den Tosho Shimbun. 1993 debütierte er als Schriftsteller mit dem Roman Zōn wo hidari ni magare. Nach drei Nominierungen für den Akutagawa-Preis (1995, 1996 und 1997) und vier Nominierungen für den Noma-Literaturpreis erhielt er 1998 den Akutagawa-Preis für den Roman Buenos Aires gozen reiji.

## Werke
- Zōn o hidari ni magare, 1993
- Sotomawari, 1995
- Saigon pikkuappu, 1996
- Suna to hikari, 1997
- Shibō Yūgi
- Satori
- Solo
- Buenos Aires gozen reiji, 1998